# Platt-tillægget
Platt-tillægget (Platt Amendment) var et tillæg til den cubanske grundlov 1901-1934, navngivet efter den amerikanske republikanske senator Orville H. Platt. Tillægget erstattede et tidligere tillæg. Det fastlagde de forhold, under hvilke USA skulle trække sine tilbageværende tropper på Cuba tilbage efter den spansk-amerikanske krig. Desuden fastlagde det Cubas og USAs relationer frem til Treaty of Relations af 1934. Tillægget gav USA ret til at gribe ind i Cubas affærer samt gav lovlig ret (ifølge USAs lov) til at kontrollere visse territorier på øen, så som Guantanamo-basen.
Tillægget påberåbtes ofte for at retfærdiggøre amerikansk intervention i det, som ansås at være cubansk indenrigspolitik (blandt andet den amerikanske besættelse 1916-1919). Tillægget afskaffedes under Fulgencio Batistas første præsidentperiode.

## Vilkår
Tillægget introduceredes for USA's kongres af senator Orville H. Platt den 25. februar 1901. Den vedtoges i senatet med stemmerne 43 mod 20. Selv om det oprindeligt blev afslået af Cubas forsamling, accepteredes tillægget til sidst med 16 stemmer mod 11 mens fire undlod at stemme. Dermed integreredes det i Cubas grundlov af 1902.
Tillægget fastlagde USAs rolle i Cuba og Caribien. Det begrænsede Cubas udenrigspolitik og kommercielle relationer samt fastlagde, at Cubas grænser ikke skulle omfatte Isla de la Juventud frem til, at dens stilling kunne klarlægges i en fremtidig aftale. Tillægget pålagde også Cuba at sælge eller udleje jord til USA, som måtte være nødvendig for udviklingen af flådebaser. Efter at Theodore Roosevelt trak USA's styrker tilbage fra øen i 1902, skrev Cuba under på en aftale med USA, som detaljeret fastlagde forholdene i forbindelse med udlejning af jord til USA til en base ved Guantanamobugten.

## Følger
Efter at tillægget var blevet godkendt, ratificerede USA tariffer, som gav Cuba fordele på det amerikanske sukkermarked og beskyttede visse udvalgte amerikanske produkter på det cubanske marked. Tillægget ophørte mestendels at gælde i 1934, da Treaty of Relations mellem USA og Cuba blev indgået som en del af Franklin D. Roosevelts "Good Neighbor Policy" mod Latinamerika. José Manuel Cortina og andre medlemmer af Cubas grundlovskonvention 1940 eliminerede tillægget fra Cubas grundlov.
Den langsigtede udlejning af Guantanamobugten vedvarer. Cubas regering under Castro har fordømt aftalen som et brud mod artikel 52 i Wienkonvention om traktatretten fra 1969, som klargør, at en aftale er ugyldig, hvis den er gennemført med trusler eller militær magt. Artikel 4 i den anden Wienkonvention klargør dog, at dennes bestemmelser ikke kan anvendes med tilbagevirkende kraft.